# Wiencourt-l’Équipée
Wiencourt-l’Équipée település Franciaországban, Somme megyében. Lakosainak száma 252 fő (2022. január 1.). Wiencourt-l’Équipée Bayonvillers, Cayeux-en-Santerre, Guillaucourt, Lamotte-Warfusée és Marcelcave községekkel határos.

## Népesség
A település népessége az elmúlt években az alábbi módon változott:
| Lakosok száma | 256  | 259  | 262  | 263  | 265  | 270  | 264  | 258  | 252  |
|               | 2013 | 2015 | 2016 | 2017 | 2018 | 2019 | 2020 | 2021 | 2022 |